# 228180 Puertollano
228180 Puertollano este un asteroid din centura principală de asteroizi.

## Descriere
228180 Puertollano este un asteroid din centura principală de asteroizi. A fost descoperit pe 11 octombrie 2009 la La Sagra par l'Observatorio Astronómico de Mallorca. Asteroidul prezintă o orbită caracterizată de o semiaxă mare de 2,18 ua, o excentricitate de 0,18 și o înclinație de 4,3° în raport cu ecliptica.